# Zall Reç
Zall Reç è una frazione del comune di Dibër in Albania (prefettura di Dibër).
Fino alla riforma amministrativa del 2015 era comune autonomo, dopo la riforma è stato accorpato, insieme agli ex-comuni di  Arras, Fushë Çidhën, Kala e Dodës, Kastriot, Lurë, Luzni, Maqellarë, Melan, Muhurr, Peshkopi, Selishtë, Sllovë, Tomin e Zall Dardhë a costituire la municipalità di Dibër.

## Località
Il comune è formato dall'insieme delle seguenti località:
- Zall-Rec
- Bardhaj-Rec
- Draj-Rec
- Gjur-Rec
- Hurdh-Rec
- Kraj-Rec
- Ndershen
- Qaf Draj
- Thark